# 시민자유센터
시민자유센터(우크라이나어: Центр Громадянських Свобод, 영어: Center for Civil Liberties)는 우크라이나의 변호사 올렉산드라 마트비추크가 주도하는 인권 단체이다. 2007년 설립되었으며 설립 목적은 우크라이나 정부가 국가를 더 민주적으로 만들도록 압박을 주는 것이다. 이 단체는 2022년 알레스 뱔랴츠키, 러시아의 단체 메모리알과 공동으로 노벨 평화상을 수상했다.